# 영아 살해

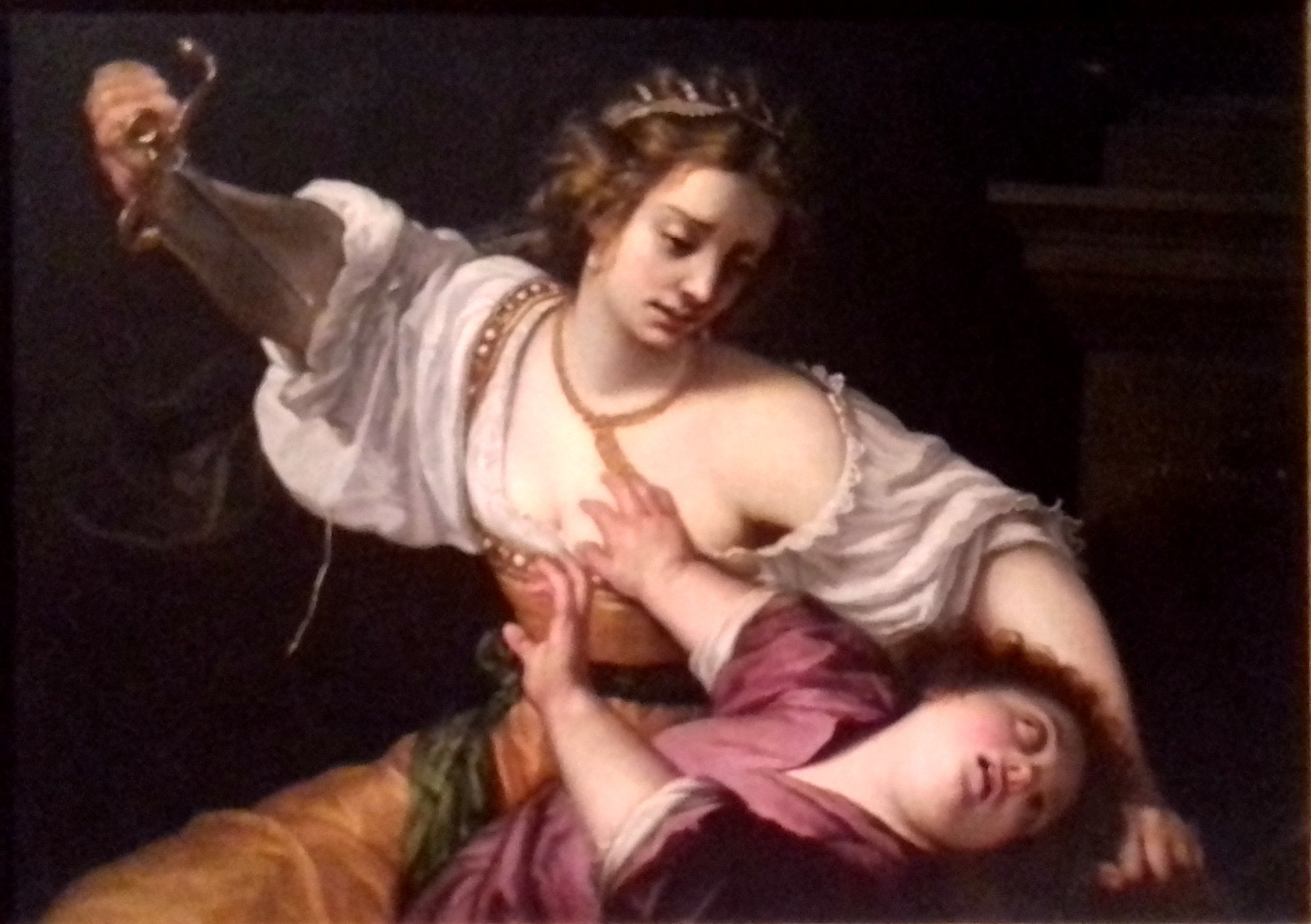

영아 살해(infanticide)는 의도적으로 가족이 젖먹이를 죽이는 것이다. 옛 사회에서 일부 영아 살해가 허용되었었으나 지금은 비도덕적이며 범죄 행위의 하나로 간주된다. 하지만 영아 살해는 여전히 존재하고 있으며, 대체적으로 서구 사회에서는 부모의 정신과 질환이나 폭행 등에 의해서 나타나는 반면, 후진국에서는 암묵적인 사회적 합의에 의해 발생하는 경우가 많다. 남아 선호 사상 때문에 여아 살해의 비율이 남아 살해의 그것보다 높게 나타난다.
| |
| 형법 刑法 |
| 형법학 · 범죄 · 형벌 죄형법정주의 |
| 범죄론 |
| 구성요건 · 실행행위 · 부작위범 간접정범 · 미수범 · 기수범 · 중지범 불능범 · 상당인과관계 고의 · 고의범 · 착오 과실 · 과실범 공범 · 정범 · 공동정범 공모공동정범 · 교사범 · 방조범 |
| 항변 |
| 위법성조각사유 · 위법성 · 책임 · 책임주의 책임능력 · 심신상실 · 심신미약 · 정당행위 · 정당방위 · 긴급피난 · 오상방위 · 과잉방위 · 강요된 행위                                     |
| 죄수 |
| 상상적 경합 · 연속범 · 병합죄 |
| 형벌론 |
| 사형 · 징역 · 금고 벌금 · 구류 · 과료 · 몰수 법정형 · 처단형 · 선고형 자수 · 작량감경 · 집행유예                                                                                  |
| 대인범죄 |
| 보통살인죄 · 존속살해죄 · 자살교사·방조죄 |
| 촉탁승낙살인죄 · 영아살해죄 · 낙태죄 |
| 상관살해죄 |
| 폭행죄 · 상해치사죄 · 절도죄 |
| 성범죄 · 성매매알선 · 강간죄 |
| 유괴 · 과실치사상죄 · |
| 대물범죄 |
| 손괴죄 · 방화죄 |
| 절도죄 · 강도죄 · 사기죄 |
| 사법절차 방해죄 |
| 공무집행방해죄 · 뇌물죄 |
| 위증죄 · 배임죄 |
| 미완의 범죄 |
| 시도 · 모의 · 공모 |
| 형법적 항변 |
| 자동증, 음주 & 착오 |
| 정신 이상 · 한정책임능력 |
| 강박 · 필요 |
| 도발 · 정당방위 |
| 다른 7법 영역 |
| 헌법 · 민법 · 형법 |
| 민사소송법 · 형사소송법 · 행정법 |
| 포털: 법 · 법철학 · 형사정책 |
| v • d • e • h |

## 영아살해죄
영아살해죄는 산모나 가족이 분만 중 또는 분만 직후의 영아를 살해한 경우를 처벌하는 대한민국의 범죄였다. 구 형법 제251조에 규정되어 있었고 1953년 형법 제정 이후 70년간 존속되어 일반 살인죄보다 낮은 형량이 적용되는 특례 규정이였다.

### 폐지
2023년 7월 18일, 국회는 영아살해죄와 영아유기죄를 폐지하는 형법 개정안을 통과시켰고, 2024년 2월부터 시행되어 폐지되었으며 이후 영아를 살해한 경우에도 일반 살인죄가 적용된다.

### 판례
- 남녀가 사실상 동거한 관계가 있고, 그 사이에 영아가 분만되었다면 그 남자와 영아와의 사이에 법률상의 직계존비속관계가 없으므로 그 남자는 영아살해죄의 주체인 직계존속에 해당하지 않는다.[2]

## 참고문헌
- 김용애, 김민지. (2019). 영아살해죄의 주관적 동기에 대한 일반인들의 인식. 형사정책, 31(2), 139-168.
- 김학범, 김현수. (2015). 영아살해죄의 범행 동기에 관한 분석. 한국범죄심리연구, 11(3), 77-92.
- 전보경. (2013). 영아살해죄의 규정과 해석에 관한 비판적 고찰. 법학논총, 37(3), 169-192.
- 성낙현. (2010). 영아살해죄의 해석론과 입법론. 법조, 59(7), 5-39.
- 남관모. (2018). 분만 중 또는 분만 직후의 영아살해범죄에 관한 실무상 문제와 해결방안. 사법, 1(45), 319-361.
- 김성희, 성현준, 성나경. (2021). 한국 영아살해 고찰. 교정연구, 31(2), 3-28.